# میدان نفتی یادآوران
.میدان یادآوران، از میدان‌های نفتی ایران است که در استان خوزستان و شمال خرمشهر واقع شده‌است. ابعاد میدان ۱۵ در ۴۵ کیلومتر است و حجم نفت درجای این میدان نفتی ۱۷ میلیارد  بشکه برآورد می‌شود.
میدان یادآوران در مجاورت میدان سنباد که یکی از میدان‌های نفتی عراق است، قرار گرفته و با این میدان، مخزن مشترک دارد‌. از این میدان دو نوع نفت سنگین و نفت سبک به ترتیب از دو لایه سروک و فهلیان تولید می‌شود. بر اساس برنامه‌ریزی انجام شده، تا انتهای سال ۱۳۸۹ بهره‌برداری از لایه فهلیان از طریق ۸ حلقه چاه با تولید روزانه ۲۰ هزار بشکه آغاز خواهد شد. نفت استخراج شده به دارخوین منتقل می‌شود.

## موقعیت جغرافیایی
میدان یادآوران از ترکیب دو میدان (تاقدیس) حسینیه و کوشک تشکیل شده‌است. تاقدیس حسینیه در ناحیه دزفول شمالی در مجاورت و به موازات خط مرزی و مشترک بین ایران و عراق و چاه حسینیه به فاصله ۲۱ کیلومتری شمال غربی چاه دارخوین – ۲ و حدود ۵/۳۴ کیلومتری شمال غرب چاه خرمشهر – ۱ و حدود ۳۰ کیلومتری جنوب چاه کوشک – ۱ واقع شده‌است. تاقدیس کوشک در فاصله ۳۵ کیلومتری جنوب غرب ساختمان جفیر و ۲۲ کیلومتری جنوب شرق ساختمان آزادگان و ۸۰ کیلومتری جنوب غرب اهواز نزدیک مرز ایران و عراق قرار دارد. امتداد آن شمال غرب – جنوب شرقی می‌باشد.

## وضعیت زمین‌شناسی
تاقدیس یادآوران در سطح زمین فاقد رخنمون بوده و ساختاری است که به وسیلهٔ برداشتهای ژئوفیزیکی اکتشاف شده‌است. تاقدیس حسینیه در امتداد ساختمان‌های دارخوین، خرمشهر و آزادگان دارای روند شمالی – جنوبی می‌باشد. این تاقدیس بر روی افق‌های سروک و فهلیان با بستگی‌های افقی به ترتیب ۱۴۰-۸۴ و ۲۵۶-۸۰ کیلومتر مربع و بستگی قائم ۵۰ و ۹۰ متر با توجه به نقشه‌های عمقی ژئوفیزیکی می‌باشد و با توجه به نقشه‌های لرزه نگاری تاقدیس کوشک در افق سروک دارای بستگی افقی ۷۲ کیلومتر مربع و بستگی قائم ۵۵ متر می‌باشد همچنین بستگی افقی و قائم بر روی افق فهلیان به ترتیب ۲۲ کیلومتر مربع و ۲۰ متر بر آورد گردیده‌است.

## ذخیره و تولید
میزان ذخیره درجای این میدان بیش از ۱۷ میلیارد بشکه (۷/۲ کیلومتر مکعب) و مقدار ذخیره قابل بازیافت نیز ۳ میلیارد بشکه (۵/۰ کیلومتر مکعب) تخمین زده شده‌است. پیش‌بینی شده‌است روزانه بین ۳۰۰ تا ۴۰۰ هزار بشکه نفت از این میدان قابل استحصال باشد.

## تاریخچه اکتشاف
تاقدیس حسینیه بدون هیچگونه رخنمونی در سطح زمین با عملیات لرزه نگاری در سال ۱۳۵۷ مشخص و محرز گردید. اولین لرزه نگاری در منطقه در سال ۱۳۷۵ انجام شده و در سال ۱۳۷۹ اکتشافی صورت گرفت. در سال ۸۱ میدان نفتی حسینیه با ۵/۱ میلیارد بشکه ذخایر تثبیت شد و با ادامه اکتشاف مشخص گردید که فاصله بین دو میدان نفتی کوشک و حسینیه نیز مخزن نفت است. بینابین میادین کوشک و حسینیه فاصله‌ای است که ظاهراً محل مخزن جدید است. مجموع میادین کوشک و حسینیه و حد فاصل تازه کشف شده بین این دو میدان به نام «یادآوران» تغییر نام داد. حفر اولین چاه اکتشافی حسینیه در سال ۱۳۸۰ به پایان رسید و تا کنون ۴ حلقه چاه در آن حفاری شده‌است.